# Сахалинский областной комитет КПСС
Сахалинский областной комитет КПСС — руководящий партийный орган областной организации Коммунистической партии Советского Союза, существовавший в Сахалинской области с 1947 по 1991 год. Являлся высшим органом областной организации КПСС между областными конференциями КПСС. Образован вместе с областью из Южно-Сахалинской области и Сахалинской области Хабаровского края. Располагался в областном центре — городе Южно-Сахалинске.
Комитет избирался областными конференциями КПСС. Занимался реализацией решений областных конференций, организацией и утверждением районных партийных организаций Сахалинской области, выполнением решений ЦК партии. Подчинялся (до 1990 года) Центральному комитету КПСС (с 1990 — ЦК коммунистической партии РСФСР).
Для повседневного руководства работой областной партийной организации обком избирал бюро, а для рассмотрения текущих вопросов и проверки их исполнения создавал секретариат. На пленумах комитетов утверждались также председатели партийных комиссий, заведующие отделами этих комитетов, редакторы партийных газет и журналов. Для рассмотрения текущих вопросов и проверки их исполнения создавался секретариат. Пленум областного комитета созывался не реже одного раза в четыре месяца.
Высшим должностным лицом областной организации КПСС являлся первый секретарь, избиравшийся на пленуме областного комитета КПСС по предложению секретариата Центрального Комитета КПСС. Кандидатуры второго (как правило, отвечал за организационные вопросы) и третьего секретарей (как правило, отвечал за идеологические вопросы) согласовывались также с секретариатом ЦК КПСС.
Обком КПСС отвечал за проведение политики партии в области, вёл политическую и организаторскую работу по выполнению всеми государственными и общественными организациями директив и решений партии, указаний её Центрального комитета, проводил идеологическую работу, руководил работой Советов депутатов трудящихся, профсоюзов, комсомола и других организаций, а также средств массовой информации через работающих в них коммунистов, решал социально-экономические задачи, контролировал деятельность учреждений науки, культуры, образования, занимался подбором и расстановкой руководящих кадров, организацией учреждений партии в пределах области.

## Первые секретари
- 1947—1951 — Мельник, Дмитрий Никанорович
- 1951—1960 — Чеплаков, Пётр Фёдорович
- 1960—1978 — Леонов, Павел Артёмович
- 1978—1988 — Третьяков, Пётр Иванович
- 1988—1989 — Бондарчук, Виктор Степанович
- 1989—1991 — Жигайло, Виктор Никифорович

## Вторые секретари
- 1947—1949 — Голуб, Андрей Демидович
- 1949—1952 — Родин, Илья Фёдорович
- 1952—1958 — Беляев, Николай Иванович
- 1958—1963 — Лобанов, Владимир Васильевич
- 1963—1969 — Шевцов, Алексей Васильевич

- 1971—1980 — Назаренко, Борис Дмитриевич
- 1981—1986 — Смирнов, Николай Григорьевич